# フランス国立高等演劇学校の人物一覧
フランス国立高等演劇学校の人物一覧はフランス国立高等演劇学校に関係する人物の一覧記事。

## 歴代院長

### 1946年以前(国立音楽・演劇学校まで)
- 1795-1800 : 院長不在
- 1800-1814 : ベルナール・サレット …初代院長
- 1814-1815 : マルキス・ド・ラ・ルジエール
- 1815 : ベルナール・サレット
- 1815-1822 : フランシス・ペルヌ
- 1822-1842 : ルイジ・ケルビーニ
- 1842-1871 : ダニエル＝フランソワ＝エスプリ・オベール
- 1871-1896 : アンブロワーズ・トマ
- 1896-1905 : テオドール・デュボワ …『ラヴェル事件』で辞職
- 1905-1920 : ガブリエル・フォーレ …音楽院改革を行い、《ロベスピエール》とあだ名された。
- 1920-1941 : アンリ・ラボー
- 1941-1946 : クロード・デルヴァンクール …分析クラス教授としてオリヴィエ・メシアンを招聘

### 1946年以後(国立演劇学校および国立高等演劇学校)
- 1946-1955 : ポール・アブラム
- 1955-1967 : ロジェ・フェルディナンド
- 1968-1974 : ピエール＝エメ・トゥシャール
- 1974-1983 : ジャック・ロスネル
- 1983-1992 : ジャン＝ピエール・ミケル
- 1993-2001 : マルセル・ボゾネ
- 2001-2007 : クロード・ストラッツ
- 2007 : ジョエル・ジュアノー (代理)
- 2007- : ダニエル・メスギシュ

## 教授経験者
- ルイ・ジューヴェ
- ジェラール・フィリップ
- ジュリエット・ビノシュ
- フィリップ・ガレル
- フィリップ・トレトン
- ワダユタカ
- クロード・レジ
- ロジェ・アナン

## 主な卒業生 (アルファベット順)

### A
- ウジェーヌ・アジェ
- ジャン＝ユーグ・アングラード
- アルベール・アヴリーヌ
- アリアンヌ・アスカリッド
- ミレーユ・オーディベル
- クローディーヌ・オージェ
- ジャン＝ピエール・オーモン
- ミシェル・オーモン
- サビーヌ・アゼマ

### B
- エヴリーヌ・ブイックス
- ジャン=クロード・バラール
- ジャンヌ・バリバール
- ジャン・バーネイ
- マリー＝クリスティーヌ・バロー
- ナタリー・バイ
- クロティルド・ド・バイセル
- フランソワ・ボーリウ
- ミシェル・ボーヌ
- カトリーヌ・ベルコージャ
- ジャン＝ポール・ベルモンド
- フランシーヌ・ベルジェ
- シルヴィア・ベルジェ
- サラ・ベルナール
- リシャール・ベリ
- ジャン＝リュック・ビドー
- ジュリエット・ビノシュ
- ジャクリーヌ・ビル
- ドミニク・ブラン
- トマ・ブランシャール
- アニック・ブランシュトー
- エレナ・ボッシ
- ミシュリーヌ ブーデ
- キャロル・ブーケ
- ミシェル・ブーケ
- ディディエ・ブルドン
- ラシダ・ブラクニ
- ジュリー・ブローシェン
- クロード・ブロッセ
- ジュヌヴィエーヴ・ブリュネ
- シャルル・ボワイエ

### C
- ニコール・カルファン
- ジャン＝フランソワ・カルヴェ
- エリック・カラヴァカ
- アミラ・カサール
- マリア・カザレス
- ジュヌヴィエーヴ・カジル
- リヌ・シャルドネ
- ジャック・シャロン
- パトリック・シェスネ
- マルティーヌ・シュヴァリエ
- エリック・シヴァニャン
- フィリップ・クレール
- クリスチャン・クロアレック
- ジャン＝ロラン・コシェ
- ノエル・コルディエ
- アンリ・クルーソー
- ブリュノ・クレメール

### D
- リーズ・ドラマール
- クリスティーヌ・ドラロッシュ
- シャンタル・ドルア
- ジェローム・デシャン
- ジョルジュ・デクリエール
- ソフィー・デマレ
- ベルナール・ デラン
- フランソワーズ・ドルレアック
- ナタリー・ドーヴァル
- メラニー・ドゥーテイ
- ミシェル・デュショソワ
- アニー・デュプレー
- トマ・デュラン
- アンドレ・デュソリエ

### E
- エリック・エルモスニーノ
- ミシェル・エチェヴェリ

### F
- アンドレ・ファルコン
- カトリーヌ・フェラン
- クリスティーヌ・フェルセン
- ジュヌヴィエーヴ・フォンタネル
- ジャック・フランソワ
- ジャック・フランツ
- ティエリー・フレモン

### G
- グレゴリー・ガドボワ
- ミシェル・ガラブリュ
- グザヴィエ・ガレ
- ギヨーム・ガリエンヌ
- ニコール・ガルシア
- ルイ・ガレル
- ヴィクトール・ガリヴィエ
- イヴ・ガスク
- アンナ・ゲイラー
- フランソワ=エリック・ジャンドロン
- エリック・ジェノヴェーゼ
- クロード・ジェンサック
- アルノー・ジョヴァニネッテイ
- アニー・ジラルド
- クロード・ジロー
- ベルナール・ジロドー
- ジェラール・ジルドン
- ミシェル・グルリエ
- ポール・ゲール

### H
- アントワーヌ・アメル
- マリナ・ハンズ
- フレデリック・エブラール
- ロベール・イルシュ
- アンリ・ジャック・ユエ
- イザベル・ユペール
- フランシス・ユステール

### J
- マルレーヌ・ジョベール
- ジャン＝ピエール・ジョリス
- シルヴァン・ジュベール

### K
- ジェローム・キルシャー

### L
- サミュエル・ラバルト
- コリンヌ・ラアイ
- ジェラール・ラティゴ
- ジャック・ラサル
- フィリップ・ローデンバック
- サミュエル・ル・ビアン
- ダニエル・ルブリュン
- エルザ・ルポワーヴル
- コリンヌ・ル・プラン
- ジャン・ル・プラン
- ジャン=ピエール・ルルー
- ミシェル・ル・ロワイエ
- ミシャ・レスコ
- ベルナール・レヴィ
- ドゥニ・ロルカ
- ジャン＝ピエール・ロリ
- ニコラ・ロルモー
- ジャン＝ポール・リュセ
- フェルナン・ルドゥー

### M
- マチルダ・メイ
- エリザベート・マルゴーニ
- ジャン＝ピエール・マリエール
- オリヴィエ・マルティネス
- ニコール・モーレイ
- エドゥアール・ド・マックス
- ミュリエル・メイエット
- ジョゼフィーヌ・ド・モー
- ダニエル・メズギッシュ
- パトリック・メッス
- ステファヌ・メッツジェール
- ジャン=ピエール・ミカエル
- ミシェル・フォー
- マリー＝フランス・ミニャル
- リュドミラ・ミカエル
- ギルダ・ミラン
- ジャン=リュック・モロー
- ジャンヌ・モロー
- クラウディア・モラン
- アンナ・ムグラリス
- クリスティーヌ・ムリーニョ

### N
- ナタリー・ネルヴァル
- ベルナール・ノエル
- スタニスラス・ノルデイ

### O
- グレゴア・オスターマン
- アンドレ・オウマンスキー

### P
- ピエール・ポーラン
- アドリエンヌ・ポリー
- アレクサンドル・パヴロフ
- ヴァンサン・ペレーズ
- ジャン・ペリモニー
- ジャック・ペラン
- ジャン・ピア
- アンリ・ピエジェ
- イヴ・ピニョー
- パトリック・ピノー
- ドゥニ・ポダリデス
- アルレット・ポワリエ
- アラン・プラロン
- パトリック・プレジャン
- オリヴィエ・ピィ

### R
- ブルーノ・ラファエリ
- マルセル・ランソン＝エルヴェ
- ディミトリ・ラトー
- オーレリアン・ルコワン
- ロバン・ルヌッチ
- ダニエル・リアレ
- クロード・リッシュ
- ジャン・リシャール
- ミュリエル・ロバン
- ジャン・ロシュフォール
- ジャン＝ポール・ルション
- フランソワーズ・ロゼー
- ドミニク・ロザン
- エリック・リュフ
- マドレーヌ・ルノー

### S
- ウィリアム・サバティエ
- エヴァ・サン＝ポール
- ヨアキム・サリンジャー
- カトリーヌ・サミー
- セリーヌ・サミー
- エルヴェ・サンド
- マルティーヌ・サルセイ
- ジャン＝パプティスト・サストル
- フランソワーズ・セニエ
- ジャック・セレイ
- ジュリー・シカール
- ニコラ・シルベール
- レオニー・シマガ
- ルネ・シモン
- マダム・シモーヌ
- アニー・シニガリア
- ペレット・スウプレクス
- クラウディア・スタヴィンスキー
- ローラン・ストッカー
- ナダ・ストランカール

### T
- シルヴィー・テステュー
- ザヴィエ・ティアム
- ジェイムズ・ティエレ
- セバスチャン・ティエリー
- シリル・トーヴナン
- アンリ・ティゾ
- ジャック・トジャ
- タニア・トレンズ
- フィリップ・トレトン

### V
- ドミニク・バラディエ
- ルイ・ヴェーユ
- マガリ・ヴァンドゥイユ
- クレール・ヴェルネ
- ピエール・ヴェルニエ
- ピエール・ヴィアル
- フローレンス・ヴィアラ
- エリック・ヴェニエ
- ドミニク・ヴィラール
- ジャック・ヴィユレ
- ティボー・ヴァンソン
- ダニエル・ヴォル
- クロード・ヴォルテール
- ミシェル・ヴュイエルモーズ

### W
- ジャック・ヴェベール
- スタンリー・ヴェベール
- ジョルジュ・ヴェルレール
- ブルーノ・ウォルコウィッチ
- コラリー・ザホネロ

### Z
- ジャン=ポール・ゼナッカー
- ダニエル・ズニク